# Atracis gibbosa
Atracis gibbosa är en insektsart som beskrevs av Melichar 1902. Atracis gibbosa ingår i släktet Atracis och familjen Flatidae. Inga underarter finns listade i Catalogue of Life.